# Eupheme (Mond)
Eupheme (auch Jupiter LX) ist einer der kleineren Monde des Planeten Jupiter.

## Entdeckung
Eupheme wurde am 5. Februar 2003 von Astronomen der Universität Hawaii entdeckt und erhielt vorläufig die Bezeichnung S/2003 J 3. Am 23. August 2019 wurde sie von der Internationalen Astronomische Union nach Eupheme benannt, einer Figur in der griechischen Mythologie.

## Bahndaten
Eupheme umkreist Jupiter in einem mittleren Abstand von 20.224.000 km in 583,88 Tagen. Die Bahn weist eine Exzentrizität von 0,1969 auf. Mit einer Neigung von 147,5° gegen die lokale Laplace-Ebene ist die Bahn retrograd, d. h., der Mond bewegt sich entgegen der Rotationsrichtung des Jupiter um den Planeten.
Aufgrund ihrer Bahneigenschaften wird Eupheme der Ananke-Gruppe, benannt nach dem Jupitermond  Ananke, zugeordnet.

## Physikalische Daten
Eupheme besitzt einen Durchmesser von etwa 2 km. Ihre Dichte wird auf 2,6 g/cm³ geschätzt. Sie ist vermutlich überwiegend aus silikatischem Gestein aufgebaut. Sie weist eine sehr dunkle Oberfläche mit einer Albedo von 0,04 auf, d. h., nur 4 % des eingestrahlten Sonnenlichts werden reflektiert. Ihre scheinbare Helligkeit beträgt 23,4m.